# Сова бліда
Сова́ бліда (Strix hadorami) — вид птахів родини совових (Strigidae).

## Таксономія
Цей вид був відомий більше століття під науковою назвою Strix butleri, але дослідження 2015 року показало, що голотип S. butleri насправді не належав до цього виду, а, швидше за все, був аравійською совою (яка була описана як новий вид S. omanensis у 2013 році). Оскільки віднесення Strix butleri до оманської сови залишило більш поширений вид без назви, автори дослідження назвали його S. hadorami на честь ізраїльського орнітолога Гадорама Ширіхая.

## Поширення
Бліда сова розмножується в Ізраїлі, північно-східному Єгипті, Йорданії та розкидано у Саудівській Аравії, Ємені та на півдні Оману. Середовище його проживання включає пустелі, напівпустелі, скелясті ущелини та пальмові гаї.

## Опис
Це безвуха сова середнього розміру, менша за сіру сову, її довжина становить 29–33 см. Він переважно нічний і малорухливий. Його кремезне тіло й кругла голова нагадують маленьку сіру сову, але вона блідіша, має менше смуг, особливо на нижній частині, і жовті очі.

## Спосіб життя
Гніздиться в ущелинах і дуплах скель. Раціон складається з гризунів і великих комах.